# 2020年東京パラリンピックのギニア選手団
2020年東京パラリンピックのギニア選手団は、2021年8月24日から9月5日まで日本の東京で開催された2020年東京パラリンピックギニア選手団の名簿。

## 選手団
- 人員: 選手 2人
- 開会式旗手:（ボランティア）

## 種目別選手・スタッフ名簿及び成績

### 陸上
| 選手                   | 種目         | 予選         | 予選       | 決勝     | 決勝     |
| 選手                   | 種目         | 結果         | 順位       | 結果     | 順位     |
| ---------------------- | ------------ | ------------ | ---------- | -------- | -------- |
| バク・ダンバカテ       | 男子100m T13 | 12秒24       | 15位 (5着) | 予選敗退 | 予選敗退 |
| カディアトゥ・バングラ | 女子200m T47 | 28秒25 PB    | 15位 (6着) | 予選敗退 | 予選敗退 |
| カディアトゥ・バングラ | 女子400m T47 | 1分02秒75 PB | 9位 (5着)  | 予選敗退 | 予選敗退 |